# 蕭九成 (萬曆進士)
蕭九成，字来儀，四川成都府内江县人。明朝政治人物、進士出身。

## 生平
萬曆十六年（1588年）戊子科四川鄉試舉人，十七年（1589年）登己丑科三甲二百四十二名進士，禮部觀政，十八年十月授江西宜春县知县，二十三年降雲南布政司照磨，二十六年升陕西洛川县知县，三十年升蘇州府同知，三十四年官至巩昌府知府。三十五年二月京察以浮躁降调。

## 家族
曾祖蕭世榮。祖父蕭蔚，生员。父蕭友桂，儒官。